# Mompha epilobiella

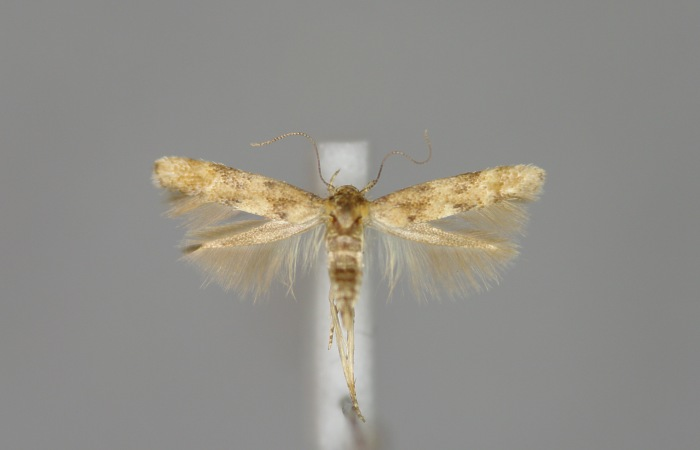
Mompha epilobiella, Weibchen

Mompha epilobiella ist ein Schmetterling (Nachtfalter) aus der Familie der Fransenmotten (Momphidae).

## Merkmale
Die Falter erreichen eine Flügelspannweite von 10 bis 13 Millimeter. Der Kopf ist gelblich weiß und bräunlich gesprenkelt. Der Thorax ist ockerfarben. Die Vorderflügel sind ebenfalls ockerfarben und an der Costalader gräulich. Ein undeutlicher gelber Fleck befindet sich an der Costalader bei 3/4 der Vorderflügellänge, ein ähnlicher Fleck befindet sich am Innenwinkel. Zwei kleine Büschel leicht abstehender dunkelbrauner Schuppen befinden sich bei 1/5 der Vorderflügellänge und in der Mitte des Flügelinnenrandes. Die Hinterflügel glänzen grau.
Die Männchen unterscheiden sich durch folgende Merkmale von der ähnlichen Art Mompha subbistrigella: Der Sacculus ist verkürzt und hat apikal eine Gruppe kleiner Zähne. Der Aedeagus hat einen hakenförmigen Cornutus und mehrere gerade Cornuti.
Bei den Weibchen ist das 8. Tergit am hinteren Ende abgerundet. Der Ductus bursae hat einen schmalen und kurzen hinteren und einen abrupt geweiteten vorderen Teil. Beide Teile haben eine auffällige sklerotisierte Platte mit stark sklerotisierten Rändern.

## Verbreitung
Das Verbreitungsgebiet von Mompha epilobiella reicht im Norden bis ins südliche Fennoskandinavien und im Osten bis nach Kleinasien, den Kaukasus und die submontanen Gebiete Zentralasiens. In den Osten Nordamerikas wurde die Art vermutlich eingeschleppt. Sie kommt sehr häufig vor.

## Biologie
Die Raupen entwickeln sich an Zottigem Weidenröschen (Epilobium hirsutum), seltener auch an Berg-Weidenröschen (Epilobium montanum), Sumpf-Weidenröschen (Epilobium palustre), Schmalblättrigem Weidenröschen (Chamaenerion angustifolium) und Nachtkerzenarten (Oenothera). Wiederholt wurden in der Literatur auch Pflanzen anderer Familien genannt wie beispielsweise Großes Flohkraut (Pulicaria dysenterica), Gewöhnlicher Blutweiderich (Lythrum salicaria) und Gewöhnlicher Wasserdost (Eupatorium cannabinum). Diese Nachweise bedürfen einer Bestätigung.
Die Art bildet zwei, manchmal auch drei Generationen pro Jahr. Die Raupen der ersten Generation entwickeln sich von Mitte Mai bis Juni, die der zweiten Generation von Juli bis Anfang August. Sie leben zwischen zusammengesponnenen Blättern. Häufig werden bis zu 50 Exemplare an einer Pflanze gefunden. Die jungen Raupen sind Blattminierer oder bohren in den Samenkapseln an der Spitze der Triebe. Die Raupen verpuppen sich in einem weißen seidigen Kokon zwischen den Blättern. Die Falter überwintern. Sie können während des ganzen Jahres angetroffen werden, sind aber im Juli und im August besonders häufig. Die Falter kommen ans Licht.

## Systematik
Aus der Literatur sind folgende Synonyme bekannt:
- Cleodora nebulella Stephens, 1834
- Recurvaria fulvescens Haworth, 1828
- Tinea epilobiella Denis & Schiffermüller, 1775